# 1807
1807 (MDCCCVII) var ett normalår som började en torsdag i den gregorianska kalendern och ett normalår som började en tisdag i den julianska kalendern.

## Händelser

### Januari
- Januari – Franska trupper anfaller och erövrar Svenska Pommern.
- 30 januari – Fransmännen börjar belägra Stralsund.

### Februari
- Februari – Enskiftet införs i hela Sverige, förutom i Dalarna, Norrland och Finland.[1][2]

### April
- 1 april – Svenskarna lyckas häva den franska belägringen av Stralsund under svensk-franska kriget 1805-1810, genom ett utfall från staden.
- 17 april – Svenskarna besegras av fransmännen i slaget vid Ueckermünde.
- 18 april – Stillestånd sluts mellan Sverige och Frankrike i Schlatkow.

### Juli
- 1 juli – Tilsitalliansen ingås mellan Frankrike och Ryssland. Danmark, Sverige och Portugal måste stänga sina hamnar för brittiska fartyg, om inte Frankrike och Storbritannien har slutit fred 1 december. Dessutom måste dessa länder förklara Storbritannien krig om inte britterna går med på avtalet. Trots detta vill Gustav IV Adolf inte försonas med Napoleon I.
- 14 juli – Första numret av Jönköpings tidning utkommer.[3]

### Augusti
- Augusti – Svenskarna ser sig tvungna att börja lämna Stralsund.

### September

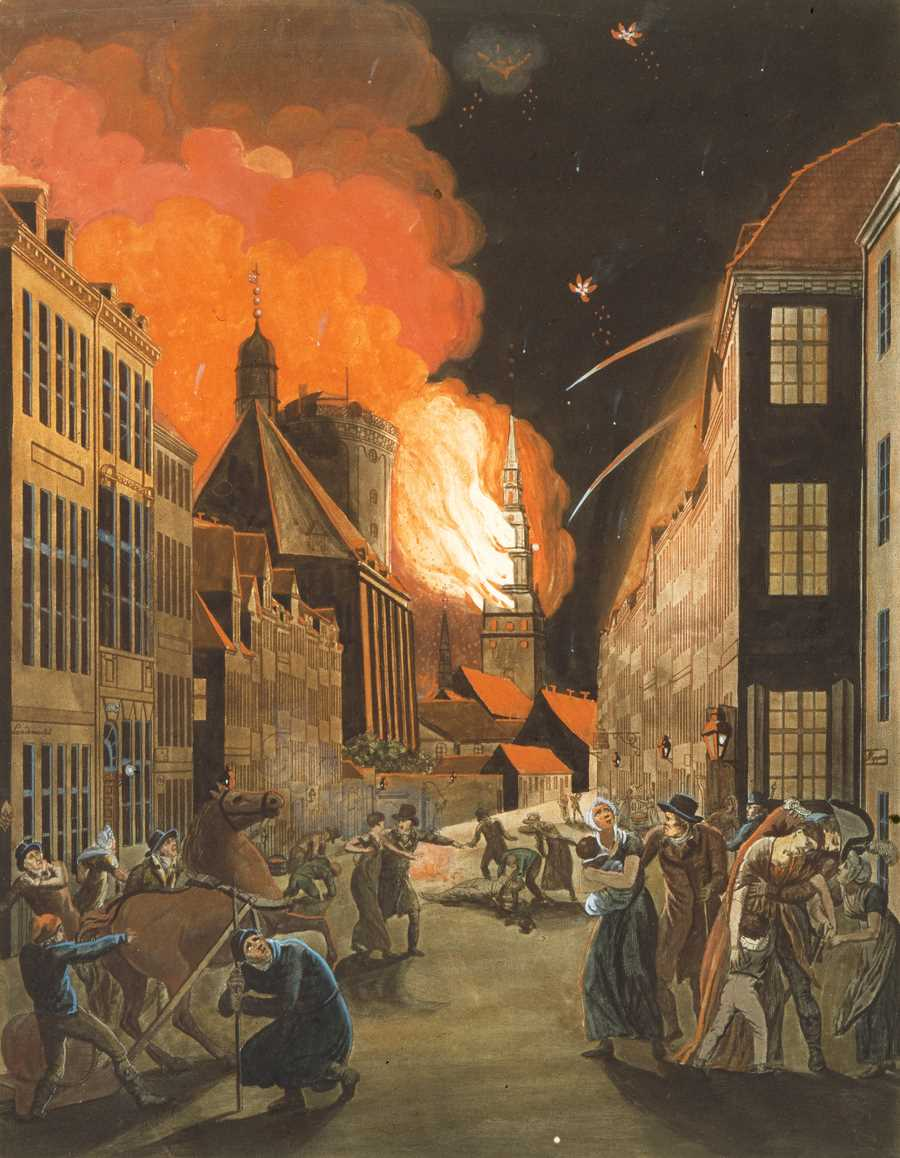
Storbritannien bombarderar Köpenhamn.

- 2–5 september – Britterna bombarderar Köpenhamn, vilket resulterar i att Danmark måste överlämna sin flotta till Storbritannien.[4]
- 7 september – General Toll förmår fransmännen att tillåta att svenska hären reser hem till Sverige genom uppgörelsen på Rügen.

### Oktober
- 10 oktober – Några poeter i Uppsala grundar förbundet Musis amici, som året därpå byter namn till Auroraförbundet.
- 30 oktober – Danmark ansluter sig till kontinentalblockaden och sluter förbund med Frankrike och Ryssland för ett gemensamt anfall mot Sverige.

### November
- November – En fransk styrka landsätts på den svenska koloniön Saint-Barthélemy, för att hindra en amerikansk affärsman att bedriva olaglig handel.

### December
- 7 december – 1724 års svenska skolordning avskaffas och ersätts av en ny.[5]

### Okänt datum
- Ryssland byter sida i koalitionen och lovar Frankrike att Sverige skall göra detsamma. Då Sverige vägrar är ett krig med Ryssland nära förestående.
- Gustav IV Adolf beslutar att Operan, där hans far mördats, skall rivas, för att ge plats åt trupparader.
- Under Samuel Owens ledning tillverkas vid Bergsunds gjuteri den första ångmaskin som byggts i Sverige.
- Ångbåten uppfinns av Robert Fulton.
- Det blir tillåtet att bedriva bagerirörelse i hela Sverige utanför Stockholm utan medlemskap i bageriskrået efter ansökan hos magistraten.[6]

## Födda

### Första kvartalet

#### Januari
- 2 januari – Wilhelm Zimmermann, tysk författare och politiker. (död 1878)
- 19 januari
  - Robert M. Charlton, amerikansk demokratisk politiker och jurist, senator 1852–1853.
  - Robert E. Lee, amerikansk militär, sydstatsarméns överbefälhavare 1865.

#### Februari
- 1 februari – William B. Campbell, amerikansk politiker.
- 2 februari – Alexandre Auguste Ledru-Rollin, fransk politiker.

#### Mars
- 7 mars – Andrew B. Moore, amerikansk politiker, guvernör i Alabama 1857–1861.
- 14 mars – Josefina av Leuchtenberg, drottning av Sverige och Norge 1844–1859, gift med Oscar I.

### Andra kvartalet

#### April
- 2 april – Alexander Hugh Holmes Stuart, amerikansk politiker. (död 1891)
- 20 april – John Milton, amerikansk politiker, guvernör i Florida 1861–1865. (död 1865)

#### Maj
- 22 maj – Bonamy Price, brittisk nationalekonom. (död 1888)
- 28 maj – Louis Agassiz, schweizisk-amerikansk naturforskare.

#### Juni
- 22 juni – Cecilia, svensk prinsessa och kompositör, dotter till Gustav IV Adolf och Fredrika av Baden.
- 23 juni – Ferdinand von Quast, tysk arkitekt och konstskriftställare.
- 27 juni
  - Theodor Berg, svensk militär, disponent, kommunalordförande och riksdagsman.
  - Erik Gustaf Lilliehöök, svensk militär och riksdagsman.

### Tredje kvartalet

#### Juli
- 4 juli – Giuseppe Garibaldi, italiensk frihetskämpe och nationalist.
- 12 juli – Andrew Horatio Reeder, amerikansk demokratisk politiker.

#### Augusti
- 8 augusti – Emilie Flygare-Carlén, svensk författare.
- 15 augusti – Jules Grévy, fransk politiker, Frankrikes president 1879–1887.

#### September
- 1 september – William W. Hoppin, amerikansk politiker, guvernör i Rhode Island 1854–1857.
- 3 september – Elias Wilhelm Ruda, svensk poet och litteraturkritiker.
- 14 september – Daniel T. Jewett, amerikansk politiker, senator 1870–1871.
- 20 september – Friedrich Gauermann, österrikisk målare och grafiker.
- 25 september – Alfred Vail, amerikansk mekaniker och uppfinnare.

### Fjärde kvartalet

#### Oktober
- 3 oktober – Seth Padelford, amerikansk politiker, guvernör i Rhode Island 1869–1873. (död 1878)
- 17 oktober – Stephen Adams, amerikansk politiker.
- 18 oktober – Carl Fredrik Ridderstad, svensk tidningsredaktör och riksdagspolitiker.
- 30 oktober – Johanna Petersson, även känd som Handelsman Johanna, svensk handelsman.

#### November
- 15 november
  - Peter Hardeman Burnett, amerikansk politiker.
  - James Henry Hammond, amerikansk politiker.
- 29 november – Josiah M. Anderson, amerikansk politiker.

#### December
- 13 december – Giuseppe Pecci, italiensk kardinal, jesuit och thomistisk teolog.
- 23 december – Antonio María Claret, spansk (katalansk) ärkebiskop i Romersk-katolska kyrkan, ordensgrundare och missionär, helgon.

## Avlidna

### Första kvartalet

#### Januari
- 19 januari – Adolf Ludvig Levin, 73, svensk köpman och godsägare.

#### Februari
- 18 februari – Sophie von La Roche, 76, tysk författare.
- 27 februari – Louise du Pierry, 60, fransk astronom.

#### Mars
- 4 mars – Abraham Baldwin, 52, amerikansk politiker, senator 1799–1807.

### Andra kvartalet

#### April
- 1 april – Sven af Winklerfelt, 84, svensk militär.
- 4 april – Joseph Jérôme Lefrançois de Lalande, 74, fransk astronom.
- 8 april – John J. Beckley, 49, amerikansk politiker och bibliotekarie, chef för USA:s kongressbibliotek sedan 1802.

#### Maj
- 29 maj – Léonard Bourdon, 52, fransk politiker.

#### Juni
- 20 juni – Ferdinand Berthoud, 80, fransk urmakare och forskare.

### Tredje kvartalet

#### Juli
- 13 juli – Henry Benedict Stuart, 82, skotsk tronpretendent.
- 19 juli – Uriah Tracy, 52, amerikansk politiker, senator 1796–1807.

#### Augusti
- 5 augusti – Jeanne Baret, 67, fransk botaniker.
- 22 augusti – Maria Walpole, 71, brittisk adelsdam.
- 23 augusti – Samuel Lemchen, 87, svensk teolog.

#### September
- 14 september – George Townshend, 1:e markis Townshend, 83, brittisk militär och politiker.

### Fjärde kvartalet

#### Oktober
- 9 oktober – Michail Cheraskov, 73, rysk författare.

#### November
- 10 november – Alexander Martin, amerikansk politiker.
- 26 november – Oliver Ellsworth, 62, amerikansk politiker och jurist, chefsdomare i USA:s högsta domstol 1796–1800.

#### December
- 21 december – John Newton, 82, brittisk sjökapten, slavskeppare, präst och sångförfattare.

### Okänt datum
- Catharina Fock, nederländsk bankir.

### Fotnoter
1. ↑  Dahlberg, Hans. Vårt 1800-tal. Stockholm: Bonnier. sid. 21. Libris 9079922. ISBN 91-0-058070-8
2. ↑  Henrikson, Alf. Svensk Historia. sid. 748–749
3. ↑  ”Årtal och händelser i Jönköping”. Arkiverad från originalet den 12 oktober 2011. https://www.webcitation.org/62NBYdeyw?url=http://maltell.se/historia/databas/search/kronologiviewmobil1400.php. Läst 25 mars 2011.
4. ↑  ”Henrik Saxtorph: "Admiral Gambiers vurdering af Københavns Søforsvar i 1807 og Englands anvendelse af den danske flåde" i Krigshistorisk Tidsskrift, Særnummer juni 2007, s. 54”. http://www.1807.dk/gambiers%20vurdering.pdf. Läst 8 december 2009.
5. ↑  ”Uppsala Domkapitels Cirkulär till prästerskapet i Ärkestiftet” (PDF). Sammandrag av Gudrun Sandén. Låssa kyrkas arkiv. Arkiverad från originalet den 12 oktober 2011. https://www.webcitation.org/62NBhLqc9?url=http://www.ukforsk.se/domkap/domkap.pdf.
6. ↑  Du Rietz, Anita, Kvinnors entreprenörskap: under 400 år, 1. uppl., Dialogos, Stockholm, 2013